# Lirainosaurinae
Lirainosaurinae ("lirainosaurini") je podčeleď sauropodních dinosaurů z čeledi Saltasauridae, kteří žili v období pozdní křídy (geologický věk kampán až maastricht) na území dnešní Evropy (Francie, Španělsko a Rumunsko).

## Objev a popis

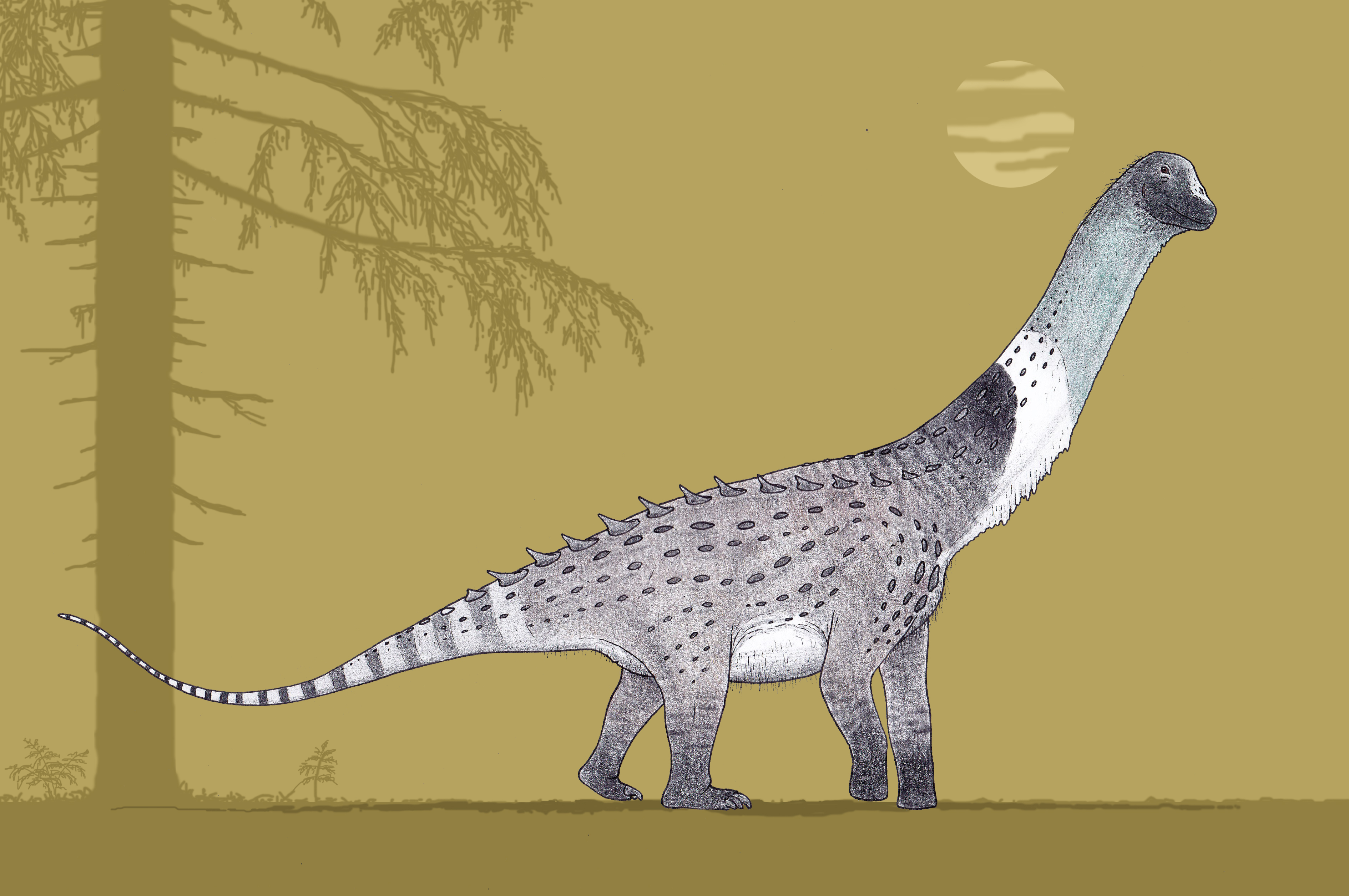
Paludititan nalatzsensis - rekonstrukce vzezření.

Fosilie těchto sauropodních dinosaurů byly objeveny na území Evropy, kde tato skupina pravděpodobně vzkvétala v závěru křídového období.
Podčeleď Lirainosaurinae byla formálně stanovena v roce 2018 v rámci popisu rodu Atsinganosaurus. Spolu s tímto rodem byly do stejné podčeledi zařazeny ještě rody Garrigatitan, Ampelosaurus, Lirainosaurus, Lohuecotitan a Paludititan.

## Rozměry
Paleontologové odhadují, že v dospělosti mohli tito menší sauropodi měřit na délku asi 8 až 15 metrů a vážit jen v řádu jednotek tun, což z nich činilo poměrně malé zástupce často mnohem větších sauropodních dinosaurů, jejichž délka dosahovala až 40 metrů a hmotnost přes 80 tun.